# Eissporthalle Obersee
L'Eissporthalle Obersee, conosciuta localmente come Sport- und Kongresszentrum Arosa (SKZA), è una pista di ghiaccio situata ad Arosa, nel Canton Grigioni. 
Ospita le partite casalinghe dell'Eishockeyclub Arosa, con una capienza di 2.200 posti.